# Footix (maskota)
Footix je bila uradna maskota Svetovnega prvenstva v nogometu 1998. Predstavlja petelina, simbol Francije, oblečenega v modro barvo francoske nogometne reprezentance, z nogometno žogo v desni roki. Širok rdeč naborek obkroža njegovo glavo z rumenim kljunom. Na trupu mu piše "FRANCE 98" ("FRANCIJA 98"). 
Njegovo ime se konča s končnico "-ix", kar spominja na stereotip o Galcih, ki je postal znan iz stripa Asterixove dogodivščine. Stereotip namreč pravi, da se imena vseh Galcev končujejo na "-ix". Začetek njegovega imena je "Foot-", kar naj bi spominjalo na "Football" ("Nogomet").
Njegov uspeh ni bil zares vezan na Svetovno prvenstvo in začuda Footixa niso uradno povezovali s tekmovanjem. Zato pa se je uveljavil na seriji telefonskih kartic, spominskih poštnih kuvertah in drugih tržnih artiklih. 
Footixa pogosto zamenjujejo z Juliusom, ki je bil na prvenstvu maskota francoske reprezentance. Julius kljub končni zmagi Francije ni požel takšnega uspeha kot Footix. 

## Splošni pojem
Beseda footix od Svetovnega prvenstva 1998 v vsakdanjem jeziku nekaterim pomeni tudi tistega, ki sebe z danes na jutri razglasi za ljubitelja nogometa ali navijača posameznega nogometnega moštva in to po nekem medijsko odmevnem dogodku, pri čemer pa nič ali skorajda nič ne ve o tem športu.  Načeloma footix-i menjavajo moštva, za katera navijajo, glede na dosežene športne rezultate.